# Ēriks Ešenvalds
Ēriks Ešenvalds est un compositeur de musique classique né le 26 janvier 1977 à Priekule, en Lettonie.

## Biographie
Ēriks Ešenvalds est né à Priekule, en Lettonie, en 1977. Fils d'un chauffeur d'ambulance et d'une professeur de musique, il apprend la musique avec sa mère et en autodidacte à la fin de l'ère soviétique. À la réouverture des églises après la fin de l'URSS, il débute puis stoppe rapidement des études de psychologie, puis il étudie au Latvijas Baptistu draudžu savienība (séminaire de théologie baptiste letton) entre 1995 et 1997 avec l'idée de devenir pasteur. Il entre ensuite à l'Académie lettone de musique où il obtient un Master en composition musicale en 2004 sous la direction de Selga Mence.
Il donne des master-classes avec Michael Finnissy, Klaus Huber, Philippe Manoury entre autres.
De 2002 à 2011, il est membre du Chœur national de Lettonie. De 2011 à 2013, il est Fellow Commoner in Creative Arts au Trinity College à Cambridge. Ēriks Ešenvalds a gagné trois fois le grand prix national de musique de Lettonie, en 2005, 2007 et 2015. Il a composé l'hymne officiel des World Choir Games en 2014, lorsque Riga était Capitale européenne de la Culture. Il enseigne au département de composition de l'Académie de musique de Lettonie.

## Enregistrements
Les compositions d'Ēriks Ešenvalds sont enregistrées par les labels Hyperion Records, Decca Records, Deutsche Grammophon, Delphian Records, Pentatone et Ondine.
- St Luke Passion Sacred Works — Chœur de la radio lettone, Sinfonietta Riga et Sigvards Kļava (Ondine, 2016)
- Northern Lights & other choral works — Chœur du Trinity College (Cambridge) et Stephen Layton (Hyperion Records, 2015)
- At the Foot of the Sky — Chœur national de Lettonie et Māris Sirmais (2013)
- Passion & Resurrection & other choral works — Britten Sinfonia, Polyphony Choir et Stephen Layton (Hyperion Records, 2011)
- O Salutaris — Kamēr… Youth Choir et Māris Sirmais (2011)

Son album Northern Lights & other choral works a été sélectionné pour le Gramophone Award en 2015 et listé dans la sélection des meilleurs albums 2015 de Ici Radio-Canada Première. Les albums At the Foot of the Sky (2013) et O Salutaris (2011) ont été récompensés du titre de Meilleur album classique de l'année en Lettonie.